# Harry Lapp
Pour les articles homonymes, voir Lapp.
Harry Lapp (né le 29 juillet 1947 à Strasbourg) est un homme politique français, ancien membre de l'UDF, membre du Nouveau Centre.
Il a été député de la 1re circonscription du Bas-Rhin de 1993 à 1997.

## Mandats politiques nationaux
- Du 28 mars 1993 au 21 avril 1997 : député UDF de la Première circonscription du Bas-Rhin

Candidat aux élections législatives d'avril 1997, avec comme suppléante Anne Kling, il est battu par Catherine Trautmann aux élections législatives et a ainsi perdu son mandat de député.

## Mandats politiques locaux
- de 1995 à 2008 : conseiller municipal de Strasbourg
- de 1994 à 2001 : conseiller général du Canton de Strasbourg-1

Il a été battu en mars 2001 par le socialiste Robert Herrmann aux élections cantonales (51,4 % contre 48,6 %).
Il ne s'est pas représenté aux élections cantonales de 2008.